# Raebareli Airport
Raebareli Airport (engelska: Indira Gandhi National Aviation Academy (IGRUA), Fursatganj Airfield) är en flygplats i Indien.   Den ligger i distriktet Rāe Bareli och delstaten Uttar Pradesh, i den centrala delen av landet, 500 km sydost om huvudstaden New Delhi. Raebareli Airport ligger 114 meter över havet.
Terrängen runt Raebareli Airport är mycket platt. Runt Raebareli Airport är det tätbefolkat, med 659 invånare per kvadratkilometer. Närmaste större samhälle är Rāe Bareli, 14,7 km väster om Raebareli Airport. Trakten runt Raebareli Airport består till största delen av jordbruksmark.